# 新谢梅伊基诺
新谢梅伊基诺（羅馬化：Novosemeykino）是俄罗斯萨马拉州的市级镇、红亚尔区规模最大聚居地。地处萨马拉州中部，位于区行政中心红亚尔村南偏西、州府萨马拉东北方。连接莫斯科与车里雅宾斯克的M5公路（乌拉尔公路）从该镇附近经过。镇内设有铁路车站。
该地2022年人口有10,057人；2010年人口9,750；2002年人口9,721；1989年人口9,802。